# 小原玲
小原 玲（おはら れい、1961年2月2日 - 2021年11月17日）は、日本の動物写真家。愛知県名古屋市在住。妻は小説家で椙山女学園大学教授の堀田あけみ。

## 概要
東京都文京区生まれ。5歳の時に群馬県へ引っ越し、渋川市・吉岡町で育つ。吉岡町立吉岡中学校、群馬県立前橋高等学校、茨城大学人文学部社会科学科を卒業。
学業を終えた後は、当時創刊したばかりの写真週刊誌FRIDAYのエースカメラマンとして活躍。田中角栄元首相の入院、日本航空123便墜落事故、ロス疑惑三浦和義の逮捕といった数々の事件の現場に居合わせることとなる。
その後、同誌が芸能ゴシップを中心とした紙面になるにつれて難色を示し、ビートたけしと軍団によるフライデー襲撃事件をきっかけに退社。
直後に米国の通信社と専属契約を交わし、報道写真家として天安門事件、湾岸戦争、ソマリアの飢餓などを取材。天安門事件の写真はLIFE誌のThe Best of LIFE に選ばれた。
しかし、今度は戦場で人の死ばかりを写すことに疲れた小原は、アザラシのポストカードを見て、動物の写真家になることを思いつく。
そして、内外の雑誌で活動した後に、アザラシの赤ちゃんとの出会いを契機に動物写真家に転身。1990年の「アザラシの赤ちゃん」（ネスコ／文藝春秋）は大ヒットとなり、日本でのアザラシの赤ちゃんブームの火付け役となった。
日本ではホタル前線を追って撮影を続け、写真集「螢 Light of a Firefly」（ワニブックス、2002年）、「ほたるの伝言」(教育出版、2010年)やNHKハイビジョン特集「ホタル舞う日本ーホタル前線を行く」などで紹介されている。
他に､北海道のシマエナガの魅力を伝えた「シマエナガちゃん」(講談社、2016年)など写真集、著書は多数。
シロクマの母子の写真物語「うみへのながいたび」は小学1年生の国語の教科書（教育出版）に掲載されている。
20年以上に及ぶカナダでの流氷の取材を通して、地球温暖化の目撃者となり、流氷の異変を著書や講演などで伝えている。
2021年11月17日、肺癌のため死去。60歳没。3児がいる。
弟子に志葉玲からの紹介で出会った、藍沙(志葉と増山麗奈の娘)がいる。

## テレビ（ドキュメンタリー）出演
「ノンフィクション」（フジテレビ）
「夢の扉 〜NEXT DOOR〜」（TBSテレビ）
「ジャングル・ジャングル」（テレビ東京）
「ワイルドライフ」（2022年4月4日、NHK BSプレミアム自然写真家 野生へのまなざし 「小原玲 命を守る かわいいは最強だ」 　）など多数。

## テレビ（バラエティ）出演/特集
- 「明石家さんまの転職DE天職7」（2018年4月29日、日本テレビ）
- 「誰も知らない明石家さんま 第10回記念」（2024年12月1日、日本テレビ）